# Кастијон (Горњи Пиринеји)
Кастијон (фр. Castillon) насеље је и општина у јужној Француској у региону Миди Пирене, у департману Горњи Пиринеји која припада префектури Бањер де Бигор.
По подацима из 2011. године у општини је живело 82 становника, а густина насељености је износила 24,7 становника/km². Општина се простире на површини од 3,32 km². Налази се на средњој надморској висини од 565 метара (максималној 585 m, а минималној 334 m).

## Демографија
| 1962. | 1968. | 1975. | 1982. | 1990. | 1999. | 2011. |
| ----- | ----- | ----- | ----- | ----- | ----- | ----- |
| 117   | 123   | 112   | 115   | 109   | 98    | 82    |

График промене броја становника у току последњих година